# Дорис Мортман
Дорис Мортман (на английски: Doris Mortman) е американска писателка на бестселъри в жанра любовен роман и романтичен трилър.

## Биография и творчество
Дорис Мортман е родена на 1944 г. в Санта Фе, Ню Мексико, САЩ. Семейството и се премества на изток докато тя е на три години. Израства в Тианек, Ню Джърси. Учи в колежа „Скидмор“, докато все още е девическо училище, и го завършва с бакалавърска степен по английски език.
Омъжва се за Давид Мортман през 1968 г. Разведени са след 31 г. съвместен живот. Имат две деца – Лиза (1974) и Александър (1977).
Дорис Мортман работи като копирайтър за рекламни агенции и търговски промоции на списание „Мадмоазел“.
Първата ѝ книга „Кръгове“ излиза през 1984 г. и остава в бестселърите на „Ню Йорк Таймс“ в продължение на три месеца.
Малкото на брой, но качествени произведения на Мортман, са били в списъците на бестселърите общо седем пъти, имат преводи на над четиридесет езика по целия свят в над 20 милиона екземпляра.
Дорис Мортман живее в Норууд, Ню Джърси. Обича да играе голф през лятото и да кара ски през зимата. Участва в кампании за набиране на средства за изследвания за борбата с рака на гърдата.

## Произведения

### Самостоятелни романи
- Кръгове, Circles (1984)
- Първородната, First Born (1987)
- Rightfully Mine (1989)
- The Wild Rose (1991)
- True Colors (1994)
- Единственият щастливец, The Lucky Ones (1997)
- Пътуване за никъде, Out of Nowhere (1998)
- Before and Again (2003)
- Shades of Red (2005)

### Серия „Кънтри клуб“ (Country Club Crimes)
1. The Nest (2015)
2. Preferred Lies (2016)